# Acacia globulifera
Acacia globulifera é uma espécie de leguminosa do gênero Acacia, pertencente à família Fabaceae.